# Mats Janhagen
Mats Krister Janhagen, född 21 februari 1961 i Malmö Sankt Johannes församling, Malmöhus län, är en svensk dirigent, arrangör och kompositör.

## Biografi
Mats Janhagen började dirigera amatörorkestrar vid 16 års ålder och debuterade som 19-åring som professionell dirigent med Helsingborgs symfoniorkester. Hans huvudinstrument är valthorn men han har även studerat piano, sång, altfiol samt slagverk. Parallellt med övrig musikverksamhet har han också komponerat och arrangerat musik för olika typer av ensembler. Han studerade komposition för Hans Eklund och Sven-Erik Bäck vid Musikhögskolan i Malmö samt dirigering för Robert Reynolds vid University of Michigan. 
Efter en kortare tid som professionell hornist anställdes Janhagen 1984 som kapellmästare vid Regionmusiken i Linköping där han fram till 1989 var chefsdirigent för Östgöta blåsarsymfoniker. 1987–90 var han också konstnärlig ledare för Östersunds serenadensemble, vilket bland annat resulterade i en skivinspelning med musik av Peterson-Berger tillsammans med Loa Falkman. Han har också varit teaterkapellmästare och dirigerade Fantomen på Operan på Oscarsteatern i Stockholm. Han var 1989–2017 musikdirektör och konstnärlig ledare för Arméns Musikkår och utsågs 1 oktober 2018 till musikinspektör med överstelöjtnants grad i Försvarsmakten. Han utsågs i oktober 2018 till director musices vid Kungliga Tekniska Högskolan (KTH) samt lektor i orkesterspel vid Kungliga Musikhögskolan (KMH).
Han gästdirigerar regelbundet många professionella blås- och symfoniorkestrar.

## Priser och utmärkelser
- Riddare av 1:a klass av Norska förtjänstorden (1 juli 1993)[6]
- Crusellstipendiet ”till en ung svensk dirigent” (1991)
- STIMs stipendium ”till unga kompositörer” (1982)

## Verkförteckning
- Opus 1. La petite Mobile för cello och piano
- Opus 2. Via di Nola för symfoniorkester
- Opus 3. Meditation för kammarensemble
- Opus 4. Hornparty för hornkvartett
- Opus 5. Liten rapsodi för kammarensemble
- Opus 6. Cellofantasi för cello och stråkorkester
- Opus 7. Anno Domini för tenor och tre slagverkare
- Opus 8. Mobile Absurdum för piano och brasskvintett
- Opus 9. Paradox för blåskvintett
- Opus 10. De tio budorden för orgel
- Opus 11. Fagottkonsert för fagott och blåsorkester
- Opus 12. Fantasi över stilla natt för serenadensemble eller blåsorkester
- Opus 13. Konsert för horn och blåsorkester
- Opus 14. Kronprinsessan Victorias festmarsch
- Opus 15. Poltava för blåsorkester

Övriga verk
- Musikillustrationer till Sagan om törnrosa för symfoniorkester
- Tattofanfar 98 för brass eller blåsorkester
- Kungligt Silverbröllop för blåsorkester